# زیبا اما فقیر
زیبا اما فقیر (انگلیسی: Belle ma povere) فیلمی در ژانر کمدی به کارگردانی دینو ریسی است که در سال ۱۹۵۷ منتشر شد. از بازیگران آن می‌توان به رناتو سالواتوری، لورلا ده لوکا و الساندرو پانارو اشاره کرد.